# Tabasco
Tabasco (taˈβasko) Mexikó egyik tagállama. Nyugaton Veracruz, délről Chiapas, északkeletről Campeche állam, délen Guatemala határolja, míg északon a Campechei öböl a határa, ami a Mexikói-öböl része. Tabasco a Tehuantepeci földszoros északi részén helyezkedik el.
Fővárosa Villahermosa, fontos városai Cárdenas, Comalcalco és Paraíso.

## Földrajz
Majdnem az egész államot a partmenti síkságok alkotják. A síkságokon sok a mocsár, amik esős időszakban sekély lagúnákká változnak. Természeti értékei miatt kiemelkedő jelentőségű a Centlai Mocsarak Bioszféra-rezervátum. Az állam déli részén számos hegycsúcs látható, amik a Chiapas és Guatemala Sierra rendszerhez tartoznak, valamint kisebb kiemelkedések, mint a Madrigal, a 900 méteres Tapijualpa Sierra, a 880 méteres Cerro la Pava, valamint az 560 méteres Cerro La Ventana és Sierra Poana. Legmagasabb pontja a Chiapas és Veracruz államok hármashatárán emelkedő, 1000 méter körüli Cerro Mono Pelado.
Az államban több folyó is van: Mezcalpa, vagy más néven Grijalva, Tepetitan vagy Chilapa, Pejelagarto, San Pedro, Bitzal, Tancochapa, Zanapa, Teapa, Comoapa. Néhány lagúnának is van neve: El Carmen, San José del Río, Santa Anita, San Pedrito, Sabana Nueva, Machona, Canitzan és El Viento.
Mivel közel van a Mexikói-öböl, és mivel az állam a trópusi övezetben fekszik, ezért magas a hőmérséklet. Tabascóban hull a legtöbb csapadék egész Mexikóban.

### Főbb települések
- Cárdenas
- Comalcalco
- Frontera
- Huimanguillo
- Macultepec
- Macuspana
- Paraíso
- Teapa
- Tenosique de Pino Suárez
- Villahermosa (főváros)

## Népesség
Ahogy egész Mexikóban, a népesség növekedése Tabasco államban is gyors, ezt szemlélteti az alábbi táblázat:
| Év   | Lakosság  |
| ---- | --------- |
| 1990 | 1 501 744 |
| 1995 | 1 748 769 |
| 2000 | 1 891 829 |
| 2005 | 1 989 969 |
| 2010 | 2 238 603 |

## Történelem
Az olmékok alapítottak itt először civilizációt i. e. 1500 körül, ami a csúcspontját i. e. 800 körül érte el, fő központjuk La Venta volt. Az olmékok eltűnése után maják érkeztek a területre, és államuk egészen a 9. századig fennállt. Juan de Grijalva, spanyol konkvisztádor 1518-ban fedezte fel Tabascót és a Grijalva folyót. 1519-ben Hernán Cortés alapította meg az első települést, Santa Maria de la Victoriát, miután a centlai csatában legyőzte a bennszülötteket. Azonban az európai kalózok támadásai arra késztették Santa Maria lakóit, hogy feljebb költözzenek a folyón a később alapított San Juan Bautistába (mai neve Villahermosa). 1530-tól Francisco Montejo El Viejo kezdte meg a Yucatán-félsziget meghódítását és Tabasco benépesítését. Ezek a feladatok azonban meghaladták az erejét, ezért a politikai hatalmat fiára, Francisco Montejo El Jovenre hagyta. Mivel Tabascóban nem voltak értékes drágakövek, és a klíma is elviselhetetlen volt, ezért az állam soha nem virágzott fel a spanyolok keze alatt.
1824-ben, miután Mexikó kivívta függetlenségét Spanyolországtól, Tabasco tizennegyedikként csatlakozott az új Mexikói Köztársasághoz. 1833-ban kolerajárvány söpört végig az országon, de sehol nem volt olyan pusztító, mint Tabascóban. Ezt követte a székhelyük lerombolása a mexikói-amerikai háborúban. 1863-ban Gregorio Méndez csapataival legyőzött egy francia megszálló sereget az El Jahuactal-i csatában.
Porfirio Díaz hatalomra kerülése után az állam lehetőséget kapott arra, hogy újjáépítse székhelyét, és gazdaságilag is elkezdjen fejlődni. Ez a fejlődés azonban a legszegényebb rétegek elnyomásával járt, ami 1910-ben forradalomhoz vezetett. Ezalatt több összecsapást vívtak az állam határain belül.
A forradalom után Tomás Garrido Canabal kormányzása alatt Tabasco mély változásokon ment keresztül. A kormányzó szigorú szabályokat vezetett be. Lerombolta a vallási tradíciókat, településeket nevezett át és 1931-ben alkoholtilalmat vezetett be. 1933-ban, amikor Garrido hatalmának vége szakadt, kezdődött Tabasco modern élete.

## Gazdaság
Tabasco állam ideális hely a földművelésre, mivel gazdag termékeny földekben és vízben. A helyi hatóságok által 2006-ban közzétett statisztikák alapján a munkaképes korú lakosság 96%-ának van állása, ebből 20%-ot a mezőgazdaság foglalkoztat a marhatenyésztés, a halászat és az erdőgazdálkodás területén. Tabasco főbb terményei a kakaó, a manióka, a kukorica, a rizs, a kókusz, a narancs és a zöld banán.
A 2 milliós szarvasmarhaállomány az állam jelentős gazdasági erejét adja, sok ember megélhetését biztosítja tej- és húshozama miatt. Összességében az állam területének 67%-án folyik farmgazdálkodás.
Mivel az állam délkeleti része logisztikai központként működik a Yucatán-félsziget felé, ezért Tabascónak kiváló közlekedési infrastruktúrája van utak, vasutak és kikötők terén egyaránt. Tabasco iparilag nem túl fejlett.

### Turizmus
Tabasco turisztikai látnivalói közé számítanak az olmék kultúra emlékei La Ventában és a maja romok Comalcalcóban. Puerto Ceiba az a város, ami arról ismert, hogy Carlos Pellicer Cámara író–költő itt jutott ihlethez. A Palenquébe és a szomszédos Chiapas államba látogató turisták számára az első számú szálláshely Tabasco székhelye, Villahermosa. Az állam déli részén található a Grutas de Coconá nevű barlang, ahol látványos cseppkőképződmények tekinthetők meg.

### Közlekedés
Tabascóban Villahermosában található reptér, fontosabb útjai a 180-as, 186-os és a 195-ös főút.